# Pułapka na myszy (zbiór opowiadań)
Pułapka na myszy (ang. Three Blind Mice and Other Stories lub The Mousetrap) - zbiór opowiadań kryminalnych autorstwa Agathy Christie wydany w 1950 roku w Stanach Zjednoczonych.

## Spis opowiadań
Książka zawiera 9 opowiadań:
- Pułapka na myszy (tytuł oryginału: Three Blind Mice)
- Dziwny żart (Strange Jest)
- Narzędzie zbrodni (Tape-Measure Murder)
- Idealna służąca (The Case of the Perfect Maid)
- Śmiertelna klątwa (The Case of the Caretaker)
- Mieszkanie na trzecim piętrze (The Third-Floor Flat)
- Przygoda Johnniego Waverly (The Adventure of Johnnie Waverly)
- Dwadzieścia cztery kosy (Four and Twenty Blackbirds)
- Detektywi w służbie miłości (The Love Detectives)

"Pułapka na myszy" nigdy nie została wydana w Wielkiej Brytanii, tym samym polskie wydanie książki za podstawę przyjęło wydanie amerykańskie. Wszystkie najpopularniejsze publikacje książek Agathy Christie w Polsce opierają się jednak na wydaniach brytyjskich, dlatego też opowiadania zawarte w "Pułapce", z wyjątkiem tytułowego, można znaleźć w następujących zbiorach:
- Śmiertelna klątwa (Dziwny żart, Narzędzie zbrodni, Idealna służąca, Śmiertelna klątwa)
- Wczesne sprawy Poirota (Mieszkanie na trzecim piętrze, Przygoda Johnniego Waverly)
- Tajemnica gwiazdkowego puddingu (Dwadzieścia cztery kosy)
- Detektywi w służbie miłości (Detektywi w służbie miłości)